# Calyptranthes obovata
Calyptranthes obovata är en myrtenväxtart som beskrevs av Hjalmar Frederik Christian Kiaerskov. Calyptranthes obovata ingår i släktet Calyptranthes och familjen myrtenväxter. Inga underarter finns listade i Catalogue of Life.